# Hoplocryptus linnae
Hoplocryptus linnae är en stekelart som först beskrevs av Henry Keith Townes, Jr. 1962.  Hoplocryptus linnae ingår i släktet Hoplocryptus och familjen brokparasitsteklar. Utöver nominatformen finns också underarten H. l. pacificus.